# Nicponia
Nicponia (kaschubisch Nicponiô, deutsch Nichtsfelde) ist ein Dorf in der Gemeinde Gniew im Powiat Tczewski der polnischen Woiwodschaft Pommern mit etwa 740 Einwohnern. Der Ortsname ist humorvoll, wie er sonst typisch für die Namen von Siedlungen mit Gasthäusern und Tavernen ist, die am häufigsten in der Nähe alter Burgen geschaffen worden sind. 

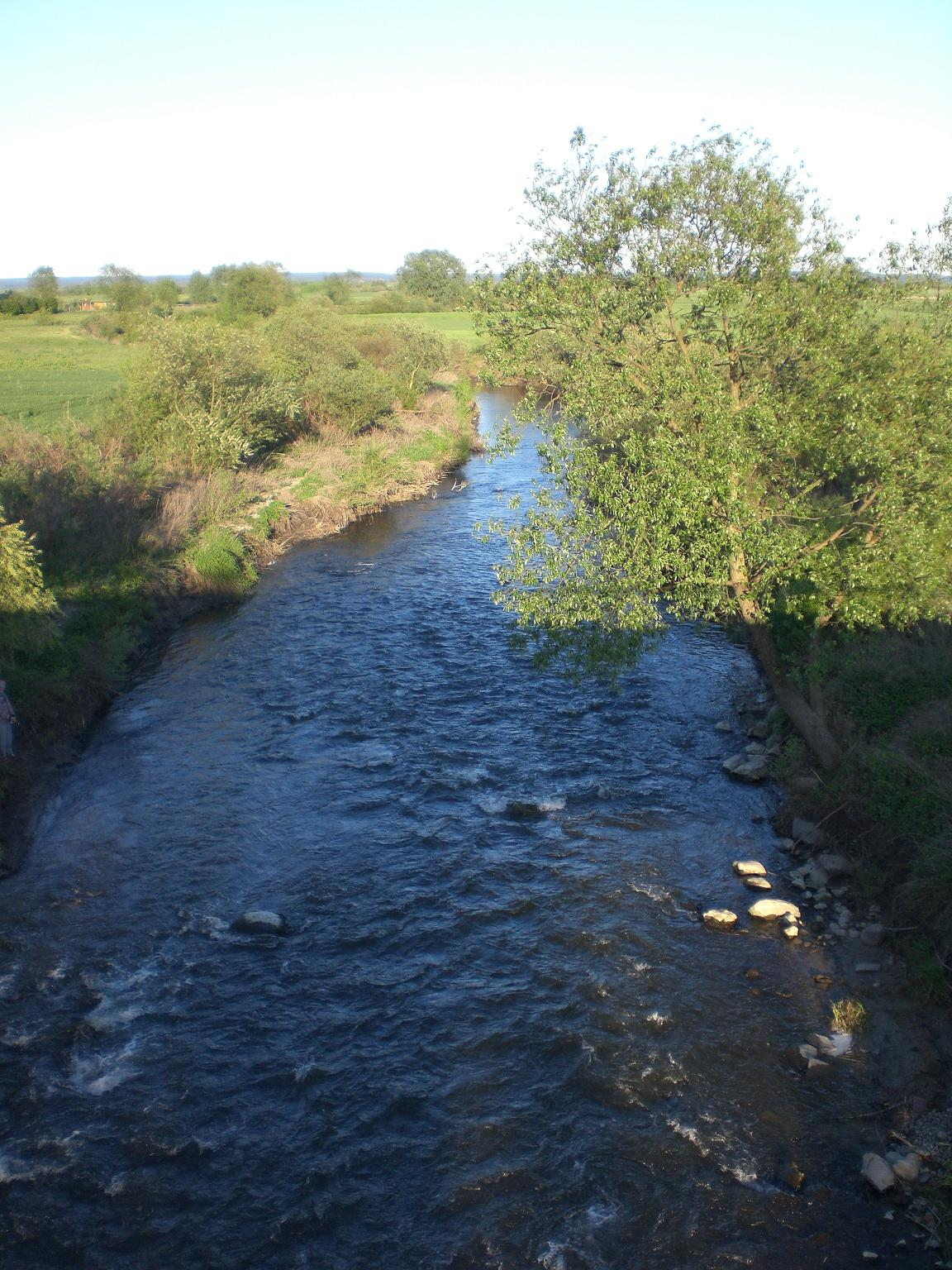
Die Ferse bei Nicponia

## Geographische Lage
Nicponia liegt im ehemaligen Westpreußen im Tal der Unteren Weichsel oberhalb der Mündung der Wierzyca (Ferse), 2 km südwestlich von Gniew, rund 60 km südöstlich von Danzig und 35 km nördlich von Grudziądz (Graudenz). Zudem liegt das Dorf an der Landesstraße Droga krajowa 91.

## Geschichte
Auf exponierter Lage über der Weichsel und der Ferse – der Name des benachbarten Gniew ist slawischen Ursprungs und bedeutet Erhebung – gab es wohl bereits im 7. Jahrhundert eine erste befestigte Siedlung, die im 11. Jahrhundert dem polnischen Staat bzw. dem Herrschaftsbereich pommerellischer Herzöge angeschlossen wurde. 1229 erhielt das älteste pommerellische Kloster, die Zisterzienserabtei Oliva bei Danzig, das Mewer Land als Schenkung von Herzog Sambor II., und in diesem Zusammenhang wurde die Stadt Mewe erstmals erwähnt.
Funde aus der Nähe von Nicponia deuten auf die Hallstattzeit hin. So heißt es bei Abraham Lissauer 1887:

„Die Höhen längs des rechten Ufers der Ferse.
28. Nichtsfelde, Kr. Marienwerder. In der Sammlung des Bildungsv. zu Mewe (No. 9a-b) l) befinden sich 2 Urnen aus Steinkistengräbern, welche hier auf dem Mühlenberge aufgedeckt wurden. Ossowski, Carte archéol. S. 42 No. 51.“

Die Wurzeln des Dorfes Nicponia/Nichtsfelde selbst liegen im 18. Jahrhundert. Das ursprüngliche Dorf befand sich im Bereich des Herrenhauses Nowy Dwór (Gut Neuhof) und des südlich angrenzenden „Abbaus“ (Wohnplatzes) Kaczakępa (Katzerkämpe).
Das Dorf, in einer Lustration (= kritischen Bestandsaufnahme) von 1765 neben weiteren Dörfern erwähnt, bestand 1773 aus 7 Eigenkätnern, darunter waren ein Krüger und ein Fischer, die zusammen nur 12 Morgen Land hatten. Ferner gab es hier 6 weitere Haushalte ohne Landbesitz.
Durch die Erste Teilung Polen-Litauens 1772 wurde das westliche Preußen mit Mewe unter Friedrich II. von Preußen mit dem östlichen Teil des Königreichs Preußen in dem Maße wiedervereinigt, wie diese Teile zur Zeit des Deutschordensstaats miteinander verbunden gewesen waren.
Der polnische Heerführer General Jan Henryk Dąbrowski (Dombrosky) soll sich nach der Überlieferung „von seiner, in dem Gefechte bey Dirschau am Fuß erhaltenen, Schußwunde“ im Herrenhaus Nowy Dwór in Nicponia erholt haben.
Vom 3. Dezember 1829 bis zum 1. April 1878 waren Westpreußen und Ostpreußen zur Provinz Preußen vereinigt, die seit dem 1. Juli 1867 zum Norddeutschen Bund und seit dem 1. Januar 1871 zum Deutschen Reich gehörte. In diesem Zeitraum wurde 1867 aus Nicponie (mit „-ie“) Nichtsfelde.
Das Dorf entwickelte sich im 19. und 20. Jahrhundert, nun wurden viele große Wohn- und Dienstleistungshäuser sowie eine Zuckerfabrik gebaut, an die eine Schmalspurbahn angeschlossen wurde. Durch das Dorf wurden Straßen von Nicponia nach Opalenie (Münsterwalde, 1891) und von Bydgoszcz über Nicponia nach Kaliningrad (1824–1830) gebaut. Im westlichen Teil des Dorfes gab es Exerzierbereiche und Schießstände für die Garnison Mewe.
Im Alphabetischen Ortschafts-Verzeichniß für die Provinzen Ost- und Westpreußen (Königsberg in Pr. 1878, S. 170) lautet der Nicponia betreffende Eintrag: „Nichtsfelde (Nicponie) Dorf, [Kreis] Marienwerder, [Distributions-Postanstalt] Mewe.“
Im Jahre 1881 wurde die Zuckerfabrik Mewe-Nichtsfelde gegründet. Der Gesellschaftsvertrag vom 18. Januar 1881 wurde am 22. Februar in das Handelsregister des Amtsgerichts Marienwerder eingetragen. Betreiber war der Berliner Fabrikant Rudolf Dinglinger.
1883 hatte das Dorf 200 Einwohner. 1905 waren es noch 189 Einwohner.
Nach Ende des Ersten Weltkriegs wurde die bis dahin deutsche Stadtverwaltung Mewes von einer polnischen Bürgerwehr abgesetzt und übernommen, die die Republik Gniew ausrief. Dieser winzige Stadtstaat bestand bis 1920. Aufgrund der Bestimmungen des Versailler Vertrags musste Mewe 1920 zum Zweck der Einrichtung des Polnischen Korridors an Polen abgetreten werden.
In der Zwischenkriegszeit war im Dorf eine Polizeistation des Grenzschutzes stationiert.
Vom 27. Januar 1926 datiert eine Verordnung des Ministerrates über die Schaffung einer ländlichen Gemeinde namens „Nicponia“ aus den Gutshöfen Nowy Dwór und Nicponia im Bezirk Gniew in der Woiwodschaft Pommern.
Im Anschluss an den Überfall auf Polen 1939 wurde das Territorium des Polnischen Korridors vom Deutschen Reich völkerrechtswidrig annektiert. Mewe wurde in den Reichsgau Danzig-Westpreußen eingegliedert. Um den zugezogenen Verwaltungsangestellten, Beamten und den Lehrern Wohnungen bieten zu können, wurden in Nichtsfelde etwa 20 Behelfseigenheime gebaut, die Fersebrücke höher und breiter wiederaufgebaut. Nichtsfelde gehörte von 1939 bis 1945 zum Kreis Dirschau im Regierungsbezirk Danzig des Reichsgaus Danzig-Westpreußen und zum Amtsgerichtsbezirk Mewe.
Während der deutschen Besetzung Polens ermordeten deutsche Soldaten im Herbst 1939 etwa 5000 bis 7000 Menschen aus den umliegenden Dörfern im Wald bei Szpęgawsk (sog. Intelligenzaktion Pommern), darunter am 8. Dezember 1939 Franciszka Kajut (* 6. März 1880) aus Nichtsfelde.
Im Jahr 1942 erfolgte die Eingemeindung der Gemeinden Warmhof (Cieple) und Nichtsfelde in den Amtsbezirk Mewe-Land. Volker Rieß vermutet, dass sich Bessarabiendeutsche, die in Danzig-Westpreußen für ermordete oder nach dem Generalgouvernement deportierte Polen angesiedelt wurden, eventuell in neu erbauten Behelfsbaracken auf dem Gelände der ehemaligen Zuckerfabrik Nichtsfelde befunden haben.
Am 19. Februar 1945 marschierten sowjetische Truppen in das Dorf ein. Zu dem Zeitpunkt umfasste der Amtsbezirk Mewe-Land die Gemeinden Gogeln, Grünhof, Kr. Dirschau, Kurstein, Nichtsfelde, Pehsken, Sprauden, Thymau, Kr. Dirschau, und Warmhof (8 Gemeinden). Er wurde zuletzt verwaltet vom Amtskommissar in Nichtsfelde.
Im Zeitraum 1975–1998 gehörte Nicponia zur Woiwodschaft Danzig. 2011 hatte es 738 Einwohner.

## Städtepartnerschaften
Gniew unterhält mit folgenden Orten Partnerschaften:
- Castelmassa, Italien
- Ovidiopol, Ukraine
- Pelplin, Polen

## Verkehr
Früher bestand die Bahnstrecke Morzeszczyn–Gniew nach Morzeszczyn (deutsch: Morroschin, später Leutmannsdorf). Zudem war Mewe mit den Marienwerder Kleinbahnen mit den Orten der Umgebung verbunden.

## Persönlichkeiten
- Rudolf Dinglinger (1832–1904), Ingenieur, Eigentümer der Zuckerfabrik Nichtsfelde, zugleich seit 1869 Inhaber der Maschinenfabrik Rudolf Dinglinger in Köthen (Anhalt), 1890 Kommerzienrat
- Karol Durski-Trzaska (1849–1935), Feldmarschallleutnant, Offizier der österreichisch-ungarischen Armee und später der polnischen Armee, Kommandierender in der Schlacht in Galizien, seit 1922 in Nicponia wohnhaft

## Gmina Gniew
Die Stadt-und-Land-Gemeinde Gniew zählt auf einer Fläche von 194,8 km² rund 15.000 Einwohner.